# 田中礼
田中 礼（たなか ひろし、1931年6月2日 - 2019年9月13日）は、英文学者、日本近代文学研究者、京都大学名誉教授。
兵庫県神戸市生まれ。1960年京都大学文学部英文科卒業。神戸大学助教授、京都大学教養部助教授、教授、1995年定年退官、名誉教授、英知大学教授。日本ホイットマン協会会長、新日本歌人協会全国幹事。1978年『論攷　石川啄木』で新日本歌人協会賞、2011年の『啄木とその系譜』で岩手日報社啄木賞、渡辺順三賞受賞 。
2019年9月13日、肺癌のため死去。

## 著書
- 『論攷石川啄木』洋々社 1978
- 『啄木とその系譜』洋々社 2002
- 『時代を生きる短歌』かもがわ出版 2003
- 『ウォルト・ホイットマンの世界』南雲堂 2005
- 『啄木とその周辺 近代短歌史の一側面』洋々社 2011